# فرودگاه بالاکوف
فرودگاه بالاکوف (به روسی: Аэропорт Балаково) فرودگاهی عمومی واقع در بالاکوفو در کشور روسیه است.